# Yumi Tōma
Yumi Tōma (jap. 冬馬 由美, Tōma Yumi, bürgerlich: Yumi Yoshida (吉田 由美, Yoshida Yumi); * 20. Dezember 1966 in der Präfektur Tokio als Yumi Nakagawa (中川 由美, Nakagawa Yumi)) ist eine japanische Synchronsprecherin (Seiyū). Sie arbeitet für die Agentur Aoni Production.
Yumi Tōma ist in Japan bekannt für ihre Rollen als Urd in Oh! My Goddess, Iyona Kawai in Magical Tarurūto-kun, Yumeko Kimura in Cooking Papa, Gome in Dragon Quest – Dai no Daibōken, Deedlit in Record of Lodoss War und Refill Sage (dt. Raine Sage) in Tales of Symphonia.

## Leben
Während der elften Klasse trat sie in die Aoni Juku ein, um sich zur Synchronsprecherin ausbilden zu lassen. Später schloss sie die Aoni Juku Tokio 1 als 6. Jahrgang ab. 1986 hatte sie ihr Debüt in Episode 28 der Anime-Serie Dragon Ball. Im selben Jahr lief auch Saint Seiya in dem sie u. a. Akira sprach und auch das erste Mal namentlich genannt wurde. Am Anfang ihrer Karriere wurde sie häufig für Knaben-Sprechrollen gebucht, wie zum Beispiel als Gō Shūta in Transformer: Chōjin Masterforce. 1990 erhielt sie mit Deedlit ihre erste weibliche Hauptrolle in der OVA Record of Lodoss War. Die männliche Hauptrolle Parn wurde von Takeshi Kusao gesprochen, der mit ihr den sechsten Jahrgang der Aoni Juku besuchte.
Ab 2000 betätigte sie sich als Schriftstellerin und schrieb unter anderem zu Oh! My Goddess, in dessen Anime sie als Urd eine der Hauptrollen spricht, einen Roman.
Yumi Tōma ist verheiratet mit dem Tōei-Produzenten Tatsuya Yoshida, der an Transformer: Chōjin Masterforce beteiligt war.

## Stimme
Yumi Tōma besitzt einen breiten Stimmumfang, sodass sie auch als „Synchronsprecherin mit sovielen Stimmfarben wie der Regenbogen“ (七色の声を持つ声優, Nana-iro no Koe o motsu Seiyū) bezeichnet wird. Sie spricht Rollentypen von unschuldig bis herrisch, sexy bis kindisch und von alten Frauen bis zu verspielten Mädchen. Vorwiegend spricht sie weibliche Rollen, wurde aber am Anfang auch in männlichen Rollen besetzt. In Fushigi Yuugi mit Tama und in Ginga Ojōsama Densetsu Yuna mit Milky wurde sie auch für Katzen-Miauen eingesetzt.
Ihre Stimme wird außerdem bei dem automatischen Ansagesystem der Ōi-Pferderennbahn in Shinagawa sowie in der Vergangenheit bei der heute stillgelegten Sanjō-Pferderennbahn in Sanjō genutzt.

## Rollen (Auswahl)
| - .hack-Reihe (Helba) - 21 Emon (Luna) - Air (Hijiri Kirishima) - Angelique-Reihe (Mel) - Baby Felix (Baby Felix) - Cinderella Boy (Layla Cindy Shirayuki) - Cooking Papa (Yumeko Kimura, Bei, Chie, Kūgo Nekota) - Dragon Quest – Dai no Daibōken (Gome, Eimi) - Emma – Eine viktorianische Liebe (Emma) - Flanders no Inu, Boku no Patrasche (Aloise) - Fushigi Yuugi (Yui Hongo, Tama) - Ginga Ojōsama Densetsu Yuna (Liavelt von Neuestein) - Gundam Wing (Sally Poe) - Kamisama Kazoku (Misa Kamiyama) - Kennosuke-sama (Kennosuke) - Magical Tarurūto-kun (Iyona Kawai) - Maps (Lipumira Gweiss) - Moyashimon (A. oryzae) - Najica (Najika Hiiragi) - Oh! My Goddess (Urd) - PitaTen (Nyā) - Please Save My Earth (Rin Kobayashi) - Power Dolls (Yao Fei-Lun) - Record of Lodoss War (Deedlit) - Ribbon no Kishi (Sapphire) - Sailor Moon R (Natsumi Ginga/Ann) - Sailor Victory (Reiko Takagi) - Shinkai Densetsu Meremanoid (Misty Jō) - Shinseki-GPX Cyber Formula (Claire Fortran) - Shinzō Ningen Casshan (Luna Kōzuki) - Slayers (Sylphiel Nels Lahda) - Street Fighter Zero (Chun-Li) - Tenchi Muyo! Ryōōki 1–3 (Tokimi) - Transformer: Chōjin Masterforce (Gō Shūta/Gōshooter) - Ushio to Tora (Mayuko Inoue) | - .hack-Reihe (Helba, Gardenia) - Alnam no Kiba: Jūzoku Jūni Shinto Densetsu (Toei) - Alnam no Tsubasa: Shūjin no Sora no Kanata e (Toei) - Angelique-Reihe (Mel) - Blade Storm – Hyakunen Sensō (Jeanne d’Arc) - Cosmic Fantasy 3: Bōken Shōnen Rei (Mai) - Dead-or-Alive-Reihe (Leifang) - Langrisser (Nām) - Shin Megami Tensei: Digital Devil Saga 1 und 2 (Argilla) - Sotsugyō – Graduation (Reiko Takagi) - Soul-Calibur-Reihe (Isabella „Ivy“ Valentine) - Tales of Symphonia (Refill Sage (dt. Raine Sage)) - Trauma Center: New Blood (Valerie Blaylock) - Valkyrie Profile, Valkyrie Profile 2: Silmeria (Lenneth Valkyrie) - Wrestle Angels: Survivor (Freia Kagami, Suzumi Ishikawa) - Xenogears (Elhaym Van Houten) - Xenosaga-Reihe (Nephilim) |

## Diskografie
Alben
- Kaze no yō ni (風のように; 1995)
- Equus
- Mahoroba (まほろば; 1996)

Singles
- Kono Yoru no Tokimeki o … (この夜のときめきを…; 1995)
- Kissin’ the sky (1996)

## Schriften
- Wild Angels (ワイルドエンジェルス). Sony Magazines, 2001, ISBN 4-7897-1660-0.
- (Shōsetsu) Ah! Megami-sama!: Shoshū – First End (〔小説版〕ああっ女神さまっ 初終 -First End-). Kodansha, 2006, ISBN 4-06-347003-2.